# ピカゴロウV
『ピカゴロウV』は、2007年に山佐が開発・販売したパチスロ機。保通協における形式名は「ピカゴロウV-B」。

## 概要
『ピカ吾郎』の5号機として登場した。完全告知機である。
設定は1・2・3・4の4段階。設定1でもボーナスの合算確率が約165分の1と非常に高い。
2種類のボーナスがあり、ビッグボーナスで約335枚、スモールボーナスで約104枚獲得できる。なお、ビッグボーナス中でもスッポン・チェリー成立の可能性があるため、フリー打ちだと取りこぼすことがある。
5号機の特性の一つ「小役とボーナスの重複当選」も採用している。リプレイをはじめ全ての小役でチャンスがあるが、特にスッポン成立時の30%はボーナスにつながる。単独当選・重複当選にかかわらず第3停止ボタンを離した瞬間に告知される。
リーチ目はボーナス図柄の組み合わせ一直線や0枚役の「ふー太」揃いなどがある。
ボーナス後30ゲーム内にビッグボーナス成立でビッグ中BGMがボーカル入りに変わる。また「朝一」の30ゲーム以内でビッグが成立した時のBGMがボーカル入りであれば、設定が変更されている。

## 演出
第3停止ボタンを離した瞬間に12連LEDに光が流れればボーナス確定。初代と同じく光の停止位置でビッグボーナスとスモールボーナスの期待度を告知する。例えば光が3,4,5で停止するとビッグボーナスの可能性が30%である。なお、次のようなビッグボーナス確定のプレミアムパターンも存在する。
- いったん停止した光が再始動する
- 通常は左から右へ流れる光が、右から左へ流れる
- レバーオンの瞬間に光が流れる
- 光が超高速で流れた後、右端ビッグ確定位置で停止する

また、LED以外にも次のようなビッグ確定プレミアム演出が存在する。
- レバーオンの瞬間に、リール部を除くすべての照明が消灯する
- レバーオンの瞬間に、筐体上部の雷ランプがフラッシュする

告知後、ベットした瞬間に筐体右にあるランプで2種類あるビッグ図柄の内、どちらを狙うべきか教えてくれる。
レバーオン時に予告音が鳴ると筐体上部にある雷ランプの色で小役ナビされる。ナビした小役を狙って外れるとボーナス確定。レバーオン時より第1停止ボタン停止時、第2停止ボタン停止時とランプの色がつくタイミングが遅いほどハイチャンス。また、小役が揃ってもその小役とボーナスが重複当選していることもある。通常時出現度がそれほど高くないため、ボーナスにつながる可能性の高い演出。なお、雷ランプが「赤」「緑」はビッグボーナス確定。
リール停止時にリールが滑ったコマ数に応じて効果音も鳴る。大きく滑るとハイチャンスである。

## 兄弟機「ピカゴロウJ」
2009年10月に山佐の直営店に「ピカゴロウJ」という兄弟機がテスト導入された。基本システムは同じであるが絵柄やリール配列に変更がある。リール配列のボーナス図柄配置やリプレイ図柄、パネルデザインなどアイムジャグラーEXを意識した作りとなっている。また、BIG中も特定絵柄を揃えることで獲得枚数をアップする技術介入が採用されている。